# Dirk van Haveskerke
Dirk van Haveskerke  was een Vlaamse jeugdreeks die in 1978 door de toenmalige BRT-televisie werd uitgezonden.
De serie bestaat uit dertien afleveringen en is gebaseerd op het boek Vlaanderen die Leu van F.R. Boschvogel. Het fictieve verhaal speelt zich af in het Vlaanderen van begin veertiende eeuw waar de jonge ridder Dirk van Haveskerke samen met de Klauwaardsgezinde Vlamingen de strijd aanbindt met het Franse bezettingsleger en de Fransgezinde Leliaards.
Rolverdeling : 
- Dirk Van Haveskerke - Luc Springuel
- Zeger De Coninck - Rik Van Uffelen
- Baptist Vanschip - Nolle Versyp
- Maria Van Haveskerke, moeder van Dirk - Dora Van der Groen
- Barend Van Haveskerke, vader van Dirk - Paul 's Jongers
- Willem Van Gullik, abt van Maastricht - Herbert Flack
- Pieter De Coninck - Luc Philips
- Jacques de Châtillon - Senne Rouffaer
- Baas Romme - Paul Meijer
- Jan Breydel - Carlos Van Lanckere
- Aleide - Lieve De Baes
- Pater Kerstiaan - Jo Van Eetvelde
- Graaf Gwijde van Dampierre - Gaston Vandermeulen
- Robrecht van Béthune - Frank Aendenboom

Overige rollen :
- Franse kapitein - Marc Bober
- Schepen Van Gistel - Sjarel Branckaerts
- Klauwaert - Raymond Jaminé
- Vrouw De Coninck - Jenny Tanghe
- Franse toezichter - Johan Van Lierde
- Keurbewaarder - Raymond Willems
- Franse kasteelvrouw - Diane de Ghouy